# Đuro Brodarac
Đuro Brodarac (Hrvatsko Selo kod Topuskog, 1. siječnja 1944. – Osijek, 13. srpnja 2011.) hrvatski političar, general HV-a u pričuvi, saborski zastupnik, župan i načelnik PU sisačko-moslavačke.

## Životopis
Brodarac rođen je na Novu Godinu 1944. u Hrvatskom Selu kod Topuskog, rano postaje član KPH pa je već od 1967. do 1971. bio zastupnik u Saboru. Nakon Karađorđeva prisiljen je izaći iz politike. Tijekom političkih čistki nakon Hrvatskog proljeća Đuro Brodarac koji je u vojsci stekao čin rezervnog oficira je direktno sudjelovao na sastanku u kojem se odlučivalo o izbacivanju prohrvatskih članova,a potom je izabran i u komisiju od pet članova koja je ispitivala protudržavne aktivnosti Matice Hrvatske. Nakon završetka političkih čistki pripadnika Hrvatskog proljeća gdje je Brodarac još obavljao dužnost jednog od sedam delegata izborne skupštine Saveza rezervnih vojnih starješina on nastavlja sa svojom normalnom karijerom provjerenog komunističkog aparatčika kojem su zbog nikada završenog fakulteta ipak uskraćene najviše državne, republičke funkcije. Početak raspada Jugoslavije Đuro Brodarac dočekuje na položaju u centralnom radničkom savjetu Elektroprivrede Jugoslavije sa sjedištem u Beogradu.
U doba demokratskih izbora u Hrvatskoj 1990. godine Đuro Brodarac, bivši vatreni komunist i politički progonitelj nacionalistički nastrojenih Hrvata postaje jedan od najistaknutijih članova HDZ-a 1990-ih koji šire područje Siska predaje u ruke svojoj novoj stranki. Brodarac postaje ratni šef sisačke policije a 1993. postaje župan Sisačko-moslavačke županije. U vrijeme uhićenja 2011. je bio predsjednik savjeta Hrvatskog centra za razminiranje. 
2011. Brodarac je osumnjičen za ratne zločine iz 1991. i 1992. godine i to po zapovjednoj odgovornosti. HRT je tad izvjestio da se istraga u vezi ratnih zločina u Sisku koncentrirala na desetak uglednih sisačkih Srba. Neke od slučajeva ubojstava i pljačke je hrvatsko pravosuđe do tad već procesuiralo. Sumnja se kako su ubojstva naručena iz utjecajnih sisačkih krugova kako bi se Srbe, koji nisu prešli na stranu krajinskih snaga, prestrašilo i natjeralo u izbjeglištvo. Zbog toga je pritvoren.  Umro je 2011. u osječkom zatvoru.
Na sprovodu 15. srpnja prisustvovalo je preko 10.000 njegovih suboraca i sugrađana. Na Brodarčevu sprovodu bili su Miroslav Tuđman, Anto Đapić, Josip Jurčević, sisačko-moslavačka županica Marina Lovrić Merzel (SDP), mnoštvo njegovih suboraca iz cijele Hrvatske i dijaspore, došli su umirovljeni generali Miljenko Filipović, Mate Laušić, Krešimir Ćosić, Ljubo Ćesić Rojs, čelnici HDSSB-a Dinko Burić, Vladimir Šišljagić, Ivan Drmić i Krešimir Bubalo, dok iz onda vladajućeg HDZ-a bio je Ivan Šuker te nekoliko saborskih zastupnika i nije bilo drugih visokih dužnosnika iz HDZ-a, pa niti dr. Andrije Hebranga, čije su izjave o smrti Đure Brodarca u Sisku odlično primljene.
Bio je dugogodišnji član Izvršnog odbora Hrvatskog nogometnog saveza, a kratko 1995. godine bio je i predsjednik Saveza.

## Vanjske poveznice
- Đuro Brodarac - Od rigidnog komunista do šovinističkog vicmahera  Arhivirana inačica izvorne stranice od 23. listopada 2013. (Wayback Machine)
- Đapić: Ulazak u EU sa slikom Đ. Brodarca u lisicama krivi je put

| Predsjednici Hrvatskog nogometnog saveza | Predsjednici Hrvatskog nogometnog saveza |
| --- | ---------------------------------------- |
| |                                          |
| prof. dr. Milovan Zoričić (1912. – 1914.) • Dimitrije Magarašević (1914.) • Vladimir Očić (1918.) • dr. Milan Graf (1918. – 1919.) • dr. Ivo Kraljević (1939. – 1941.) • dr. Rudolf Hitrec (1941. – 1942.) • Vatroslav Petek (1942. – 1945.) • dr. Rinaldo Čulić (1945.) • Mijo Hršak (1945. – 1946.) • Ratko Viličić (1946. – 1947.) • Lazo Vračarić (1947. – 1950.) • inž. Boris Bakrač (1950. – 1953.) • Vlado Ranogajec (1953. – 1957.) • Mirko Oklobdžija (1957. – 1959.) • Pero Splivalo (1959. – 1965.) • Luka Bajakić (1965. – 1968.) • Bruno Knežević (1968. – 1971.) • Ivan Kolić (1971. – 1976.) • Vlado Bogatec (1976. – 1978.) • Ljubo Španjol (1978. – 1981.) • Željko Huber (1981. – 1982.) • Dušan Veselinović (1982. – 1984.) • Milivoj Ražov (1984. – 1985.) • Adam Sušanj (1985.) • Antun Ćilić (1985. – 1988.) • Paško Viđak (1988. – 1990.) • dr. Mladen Vedriš (1990. – 1994.) • dr. Damir Matovinović (v.d.) (1994. – 1995.) • Đuro Brodarac (1995.) • Nadan Vidošević (1995. – 1996.) • dr. Josip Šoić (1996. – 1997.) • Branko Mikša (1997. – 1998.) • Vlatko Marković (1998. – 2012.) • Davor Šuker (2012. – 2021.) • Marijan Kustić (od 2021.) |                                          |

| Predsjednici Hrvatskog nogometnog saveza | Predsjednici Hrvatskog nogometnog saveza |
| --- | ---------------------------------------- |
| |                                          |
| prof. dr. Milovan Zoričić (1912. – 1914.) • Dimitrije Magarašević (1914.) • Vladimir Očić (1918.) • dr. Milan Graf (1918. – 1919.) • dr. Ivo Kraljević (1939. – 1941.) • dr. Rudolf Hitrec (1941. – 1942.) • Vatroslav Petek (1942. – 1945.) • dr. Rinaldo Čulić (1945.) • Mijo Hršak (1945. – 1946.) • Ratko Viličić (1946. – 1947.) • Lazo Vračarić (1947. – 1950.) • inž. Boris Bakrač (1950. – 1953.) • Vlado Ranogajec (1953. – 1957.) • Mirko Oklobdžija (1957. – 1959.) • Pero Splivalo (1959. – 1965.) • Luka Bajakić (1965. – 1968.) • Bruno Knežević (1968. – 1971.) • Ivan Kolić (1971. – 1976.) • Vlado Bogatec (1976. – 1978.) • Ljubo Španjol (1978. – 1981.) • Željko Huber (1981. – 1982.) • Dušan Veselinović (1982. – 1984.) • Milivoj Ražov (1984. – 1985.) • Adam Sušanj (1985.) • Antun Ćilić (1985. – 1988.) • Paško Viđak (1988. – 1990.) • dr. Mladen Vedriš (1990. – 1994.) • dr. Damir Matovinović (v.d.) (1994. – 1995.) • Đuro Brodarac (1995.) • Nadan Vidošević (1995. – 1996.) • dr. Josip Šoić (1996. – 1997.) • Branko Mikša (1997. – 1998.) • Vlatko Marković (1998. – 2012.) • Davor Šuker (2012. – 2021.) • Marijan Kustić (od 2021.) |                                          |